# Ладе (лунный кратер)
Кратер Ладе (лат. Lade) — останки большого древнего ударного кратера в экваториальной области видимой стороны Луны. Название присвоено в честь немецкого астронома-любителя Генриха Эдуарда фон Ладе (1817—1904)  и утверждено Международным астрономическим союзом в 1935 г. Образование кратера относится к донектарскому периоду.

## Описание кратера

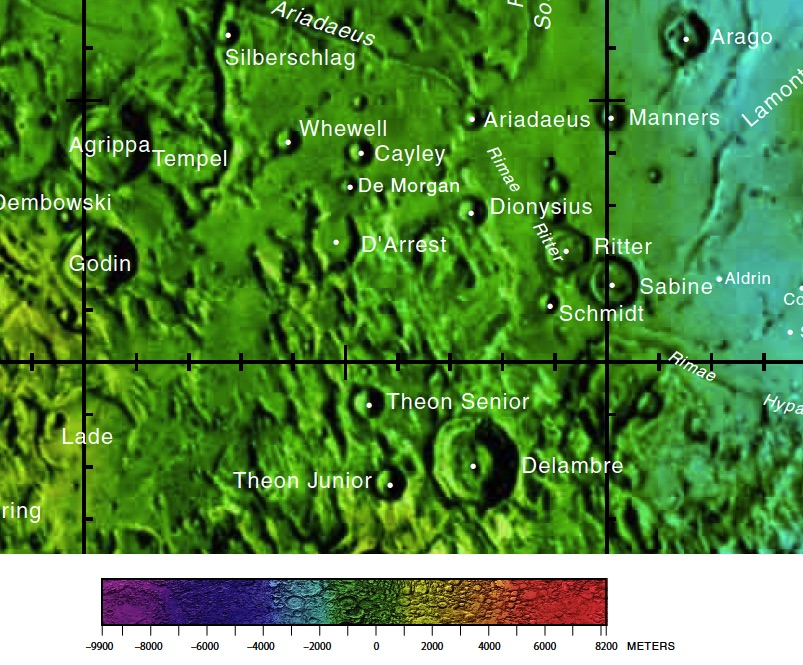
Окрестности кратера Ладе. Фрагмент карты видимой стороны Луны.

Ближайшими соседями кратера являются кратер Рэтик на западе; кратер Дембовский на севере-северо-западе; кратер Годен на севере; кратер Дарре на северо-востоке; кратеры Теон Старший и Теон Младший на востоке; кратер Тейлор на юго-востоке; кратер Линдсей на юге-юго-востоке; кратер Сондер на юге и кратер Хоррокс на юго-западе. На северо-востоке от кратера находится Залив Центральный; на северо-востоке Море Спокойствия. Селенографические координаты центра кратера 1°20′ ю. ш. 9°59′ в. д. / 1,33° ю. ш. 9,99° в. д., диаметр 58,1 км, глубина 2,4 км.
Кратер Ладе имеет полигональную форму и практически полностью разрушен за длительное время своего существования. Вал сглажен, в южной части полностью разрушен. Дно чаши затоплено и выровнено лавой, в западной части чаши находится приметный чашеобразный кратер. 

## Сателлитные кратеры

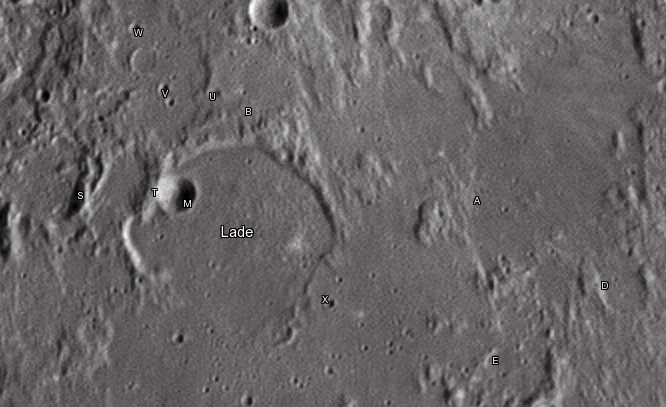
Снимок Девида Кемпбелла.

| Ладе | Координаты                                          | Диаметр, км |
| ---- | --------------------------------------------------- | ----------- |
| A    | 0°10′ ю. ш. 12°44′ в. д. / 0,16° ю. ш. 12,73° в. д. | 57,8        |
| B    | 0°01′ с. ш. 9°48′ в. д. / 0,02° с. ш. 9,8° в. д.    | 23,2        |
| D    | 0°53′ ю. ш. 13°41′ в. д. / 0,89° ю. ш. 13,68° в. д. | 14,6        |
| E    | 1°53′ ю. ш. 12°55′ в. д. / 1,89° ю. ш. 12,92° в. д. | 19,8        |
| M    | 1°06′ ю. ш. 9°23′ в. д. / 1,1° ю. ш. 9,38° в. д.    | 11,2        |
| S    | 1°20′ ю. ш. 8°13′ в. д. / 1,34° ю. ш. 8,21° в. д.   | 22,5        |
| T    | 1°04′ ю. ш. 8°54′ в. д. / 1,06° ю. ш. 8,9° в. д.    | 20,4        |
| U    | 0°08′ ю. ш. 9°29′ в. д. / 0,13° ю. ш. 9,48° в. д.   | 3,4         |
| V    | 0°13′ ю. ш. 9°02′ в. д. / 0,21° ю. ш. 9,03° в. д.   | 3,2         |
| W    | 0°15′ с. ш. 8°38′ в. д. / 0,25° с. ш. 8,63° в. д.   | 3,5         |
| X    | 1°43′ ю. ш. 11°02′ в. д. / 1,72° ю. ш. 11,04° в. д. | 2,9         |

## См.также
- Список кратеров на Луне
- Лунный кратер
- Морфологический каталог кратеров Луны
- Планетная номенклатура
- Селенография
- Минералогия Луны
- Геология Луны
- Поздняя тяжёлая бомбардировка